# Nicole Courcel
Nicole Courcel, född Nicole Andrieu den 21 oktober 1931 i Saint-Cloud i Hauts-de-Seine, död 25 juni 2016 i Paris, var en fransk skådespelare.

## Filmografi
- 2004 - Milady)
- 1974 - La Gifle
- 1974 - Le Rempart des Béguines
- 1967 - Generalernas natt
- 1966 - Varelserna
- 1965 - Nick Carter et le trèfle rouge
- 1959 - Ein Mann geht durch die Wand
- 1957 - Den nye doktorn
- 1956 - Kvinnoklubben
- 1956 - Häxan
- 1954 - På en vind i Paris
- 1954 - Prostitutionens offer
- 1954 - Om Versailles kunde berätta
- 1954 - De som sälja sig
- 1951 - Parksoffan
- 1950 - Hamnkrog
- 1949 - Möte i julinatt
- 1948 - Flygvärdinnan
- 1947 - Två i Paris